# ジョン・シェパード
ジョン・シェパード（John Sheppard, 1515年ごろ - 1559年1月）は16世紀イングランドのルネサンス音楽の作曲家・オルガニスト。1543年から1548年までオックスフォード大学モードリン・カレッジMagdalen Collegeの聖歌隊長を務め、遅くとも1552年までに王室礼拝堂のジェントルマンに選ばれた。
シェパードは豊かで老練なポリフォニー様式によって、数々のモテットや2つのマニフィカト、5つのミサ曲を作曲している（ミサ曲のうち1つは、ジョン・タヴァーナーやクリストファー・タイと同じく、俗謡「西風 "The Western Wynde"」によっている）。イングランドのルネサンス・ポリフォニーに伝統的な、対斜を生ずる声部進行もシェパード作品の特徴である。メアリー1世の治世からエリザベス1世の親政開始の時代までを生きたため、ラテン語の典礼文と欽定英語の典礼文の両方に曲付けを行なった。
長らく没年については曖昧なままだったが、デイヴィッド・チャッドDavid Chaddが1995年にシェパードの遺言書を発見したことにより、没年がはっきりした。